# Augustin Nicolas Gilbert
Augustin Nicolas Gilbert (Buzancy, 15 de febrero de 1858 – París, 4 de marzo de 1927) fue un médico francés. 
Finalizó los estudios de medicina en la Universidad de París en 1880 y trabajó como médico interno en el Hôtel-Dieu de París. En 1902 fue nombrado profesor de terapéutica y en 1905 profesor de clínica médica en este mismo hospital. En 1907 ingresó como miembro de la Academia de Medicina. 
A lo largo de su vida publicó numerosos libros y artículos sobre diversos temas médicos. En colaboración con Jean-Alfred Fournier (1832-1914) publicó Bibliothèque rouge de l'étudiant en médecine, y junto a Paul Brouardel (1837-1906) y otros autores el Traité de médecine et de Thérapeutique. Realizó profundas investigaciones junto al neurólogo Maurice Villaret (1877–1946) sobre la hipertensión portal. 
Su nombre va asociado al Síndrome de Gilbert, pues fue el primero en realizar una descripción de esta enfermedad hereditaria causada por una deficiencia parcial de la enzima glucuroniltransferasa, que constituye uno de los motivos más frecuentes de elevación de los niveles de bilirrubina en sangre.